# Eftergiftspolitik

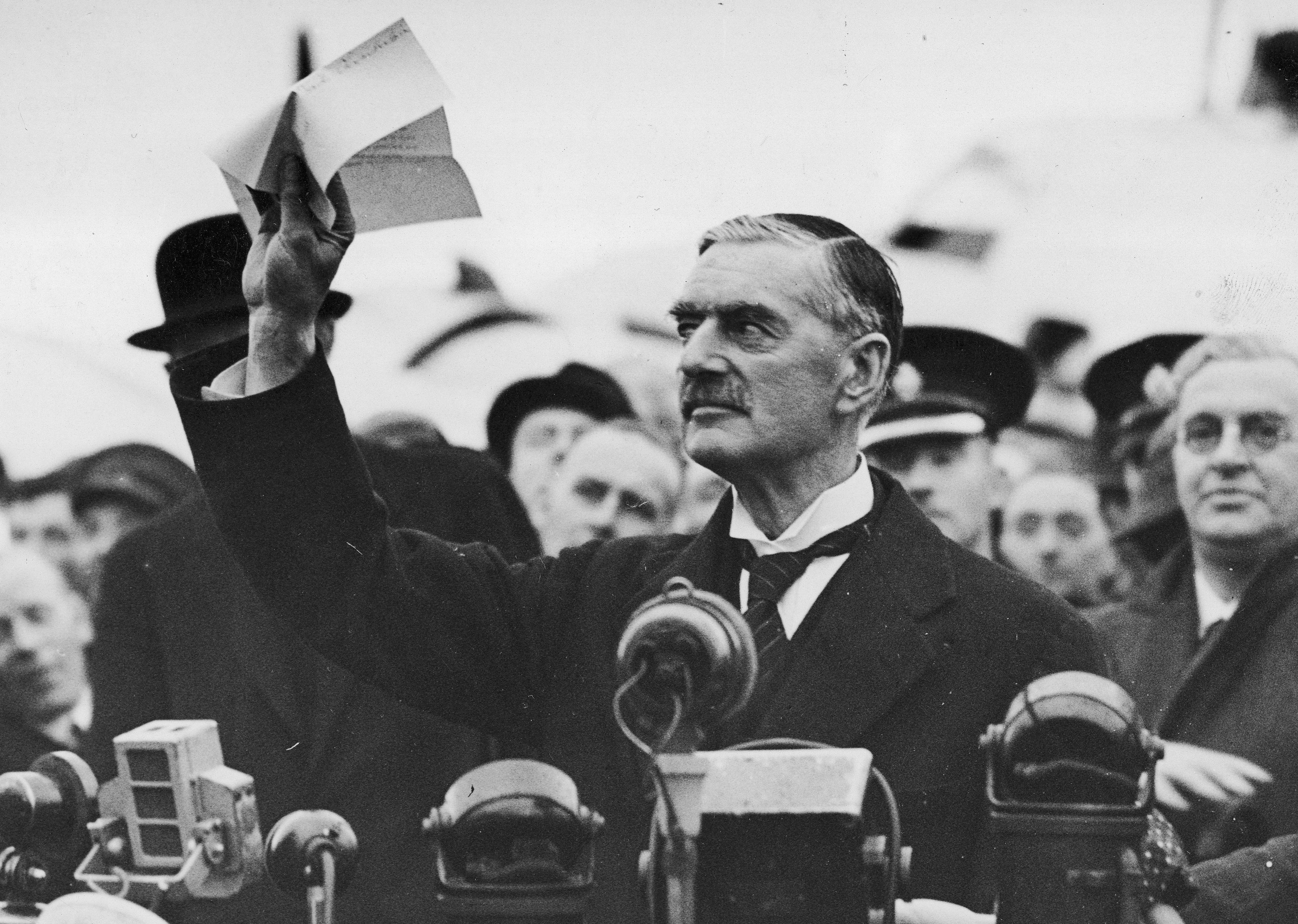
Storbritanniens premiärminister Neville Chamberlain visar upp Münchenöverenskommelsen, 1938.

Eftergiftspolitik innebär att ge efter, allt för att undvika en konflikt. Begreppet har en negativ laddning, och används mest i samband med kritik mot en politik som anses misslyckad, naiv eller långsiktigt kontraproduktiv. Eftergiftspolitik kallas ibland också eftergivenhetens politik.
Ett vanligt exempel är Münchenöverenskommelsen från 1938, som föranledde andra världskriget, då de demokratiska ledarna gav efter för Adolf Hitlers krav. Främst Storbritanniens dåvarande premiärminister Neville Chamberlain har anklagats för detta. Storbritannien och Frankrike samarbetade 1936–1939 om denna politik – på engelska känd som appeasement – som underlättade Nazitysklands territoriella expansion på grannländernas bekostnad.